# 10979 Fristephenson
10979 Fristephenson eller 4171 T-2 är en asteroid i huvudbältet som upptäcktes den 29 september 1973 av den nederländsk-amerikanske astronomen Tom Gehrels och det nederländska astronomparet Ingrid van Houten-Groeneveld och Cornelis Johannes van Houten vid Palomarobservatoriet. Den är uppkallad efter Francis Richard Stephenson.
Asteroiden har en diameter på ungefär 5 kilometer och den tillhör asteroidgruppen Sulamitis.